# Ausbau (Penkun)
Ausbau ist ein Weiler im Ortsteil Sommersdorf der Stadt Penkun des Amtes Löcknitz-Penkun im Landkreis Vorpommern-Greifswald in Mecklenburg-Vorpommern. Er besteht nur aus einem einzigen Gebäude.

## Geografie
Der Ort liegt einen Kilometer östlich von Sommersdorf und drei Kilometer westsüdwestlich von Penkun. Die Nachbarorte sind Friedefeld im Norden, Wollin und Penkun im Nordosten, Kirchenfeld im Südosten, Neuhof im Süden, Sommersdorf im Westen sowie Radewitz im Nordwesten.